# Горохово (Владимирская область)
Горохово — деревня в Меленковском районе Владимирской области, входит в состав Бутылицкого сельского поселения.

## География
Деревня расположена в 9 км на север от центра поселения села Бутылицы и в 31 км на север от райцентра города Меленки.

### Природные ресурсы
В окрестностях деревни произрастает широкое разнообразие видов сосудистых растений. Населенный пункт окружен смешанными лесами.

## История
Деревня впервые упоминается в окладных книгах Рязанской епархии за 1676 год в составе прихода погоста Куземского , в ней было 2 двора помещиков, 7 дворов крестьянских и 1 двор задворного слуги.
В XIX — первой четверти XX века деревня входила в состав Бутылицкой волости Меленковского уезда, с 1926 года — в составе Муромского уезда. В 1859 году в деревне числилось 43 двора, в 1905 году — 51 дворов, в 1926 году — 69 дворов.
С 1929 года деревня являлась центром Гороховского сельсовета Меленковского района, с 1940 года — в составе Скрипинского сельсовета, с 2005 года — в составе Бутылицкого сельского поселения.

## Население
| 1859 | 1905 | 1926 | 2002 | 2010 | 2021 |
| ---- | ---- | ---- | ---- | ---- | ---- |
| 156  | ↗272 | ↗353 | ↘41  | ↘39  | ↘31  |